# فله مارتینس
فِله مارتینس (اسپانیایی: Fele Martínez‎؛ زادهٔ ۲۲ فوریهٔ ۱۹۷۵) بازیگر اهل اسپانیا است.
او در سال ۱۹۹۶ میلادی، بابت بازی در فیلمِ تز، برندهٔ جایزه گویا برای بهترین بازیگر جدید شد.

## گزیدهٔ نقش‌آفرینی‌ها
- کارلوس، پادشاه امپراتور (۲۰۱۵)
- فیزیک یا شیمی (۲۰۱۱–۲۰۰۸)
- آرمان‌شهر (۲۰۰۳)
- با او حرف بزن (۲۰۰۲)
- تاریکی (۲۰۰۲)
- شب پادشاهان (۲۰۰۱)
- هنر مردن (۲۰۰۰)
- عشاق مدار شمالگان (۱۹۹۸)
- چشمانت را باز کن (۱۹۹۷)
- تز (۱۹۹۶)